# Hela (Papoea-Nieuw-Guinea)
Hela is een provincie van Papoea-Nieuw-Guinea. De hoofdstad is Tari. De provincie Hela is ontstaan op 17 mei 2012 als afsplitsing van de provincie Southern Highlands. Hela heeft een oppervlakte van 10.498 km² en 249.449 inwoners (2011).

## Bestuurlijke indeling
De provincie Hela is onderverdeeld in drie districten, die weer onderverdeeld zijn in verschillende lokale bestuursgebieden (local-level government).
- district Komo Magarima
  - Hulia Rural
  - Komo Rural
  - Margarima Rural
- district Koroba-Lake Kopiago
  - Awi-Pori Rural
  - North Koroba Rural
  - South Koroba Rural
- district Tari Pori
  - Hayapuga Rural
  - Tagali Rural
  - Tari Urban
  - Tebi Rural

Provincies: Central · Chimbu · Eastern Highlands · East New Britain · East Sepik · Enga · Gulf · Hela · Jiwaka · Madang · Manus · Milne Bay · Morobe · New Ireland · Northern · Southern Highlands · Western · Western Highlands · West New Britain · Sandaun

National Capital District      Autonome provincie: Bougainville